# Bonita Friedericy
Bonita Friedericy (Charlottesville, 10 ottobre 1961) è un'attrice e produttrice cinematografica statunitense.

## Biografia
Debutta al cinema nel 1998, con il film Malaika e pochi mesi dopo esordisce anche sul piccolo schermo, apparendo in un episodio della serie TV Innamorati pazzi. Nel 2004 arriva il suo primo ruolo di rilievo, quando interpreta Jude Becker nel film Fuga dal Natale, dove recita accanto a Jamie Lee Curtis e Tim Allen. Due anni dopo interpreta la madre della protagonista nel film Hotdog - Un cane chiamato Desiderio e prende parte a un episodio della serie TV Detective Monk. Nel 2008 partecipa al programma televisivo My House Is Worth What?, condotto dall'agente immobiliare Kendra Todd. 
In seguito recita nella serie televisiva Chuck nel ruolo del generale della NSA Diane Beckman, ruolo che la rende celebre. È apparsa anche in serie televisive come Veronica Mars, Star Trek: Enterprise, CSI: Scena del crimine e molte altre. A settembre 2021 vince il Philadelphia Film Award alla carriera e, nello stesso anno, appare come guest star nel noto serial Chicago Med.

## Vita privata
È sposata con l'attore John Billingsley.

## Filmografia

### Cinema
- Malaika, regia di Marina Martins (1998)
- The Pornographer, regia di Doug Atchison (1999)
- The Debtors, regia di Evi Quaid (1999)
- Vendetta dal passato, regia di Peter Liapis (2000)
- Glass, Necktie, regia di Paul Bojack (2001)
- Par 6, regia di Grant Heslov (2002)
- La casa di sabbia e nebbia (House of Sand and Fog), regia di Vadim Perelman (2003)
- Fuga dal Natale (Christmas with the Kranks), regia di Joe Roth (2004)
- I 12 cani di Natale, regia di Kieth Merrill (2005)
- Hotdog - Un cane chiamato Desiderio (Sleeping Dogs Lie), regia di Bobcat Goldthwait (2006)
- Una parola per un sogno, regia di Doug Atchison (2006)
- Next, regia di Lee Tamahori (2007)
- South of Pico, regia di Ernst Gossner (2007)
- Alien Raiders, regia di Ben Rock (2008)
- Miss Marzo (Miss March), regia di Trevor Moore e di Zach Cregger (2009)
- Percy Jackson e gli dei dell'Olimpo - Il ladro di fulmini, regia di Chris Columbus (2010)
- Paranormal Activity 3, regia di Ariel Schulman e di Henry Joost (2011)
- Le streghe di Salem, regia di Rob Zombie (2012)
- Shotgun Weeding, regia di Danny Roew (2013)
- Affare fatto, regia di Ken Scott (2015)
- Salt Water, regia di Stephen Coombs (2016)
- Madtown, regia di Charles Moore (2016)

### Cortometraggi
- Tell Me Who Ruby Was, regia di Carolyn Coal (2001)
- The Food Chain: A Hollywood Scarytale, regia di Blain Brown (2005)
- Room 10, regia di Jennifer Aniston e di Andrea Buchanan (2006)
- The Next Word, regia di Abbie Bernstein (2010)
- Overlords, Incorporated, regia di Abbie Bernstein (2010)
- Girl in Tank, regia di Jessica McMunn (2012)
- Miracle Maker, regia di Kate Marks (2015)
- The Agitated, regia di Preston Maybank (2015)

### Televisione
- Innamorati pazzi (Mad About You) – serie TV, episodio 6x18 (1998)
- Maggie – serie TV, episodio 1x04 (1998)
- One World – serie TV, episodio 1x04 (1998)
- Payne – serie TV, episodio 1x06 (1999)
- Buffy l'ammazzavampiri (Buffy the Vampire Slayer) – serie TV, episodi 3x19-3x20 (1999)
- Oh Baby – serie TV, episodio 2x01 (1999)
- The Practice - Professione avvocati (The Practice) – serie TV, episodio 4x01 (1999)
- Cenerentola a New York (Time of Your Life) – serie TV, episodio 1x07 (1999)
- The Drew Carey Show – serie TV, episodio 5x12 (1999)
- Giudice Amy (Judging Amy) – serie TV, episodi 1x03-3x24 (1999-2002)
- In tribunale con Lynn (Family Law) – serie TV, episodio 1x14 (2000)
- Chicken Soup for the Soul – serie TV, 1 episodio (2000)
- Una famiglia del terzo tipo (3rd Rock from the Sun) – serie TV, episodio 5x18 (2000)
- Squadra Med - Il coraggio delle donne (Strong Medicine) – serie TV, episodio 1x10 (2000)
- Spin City – serie TV, episodio 5x13 (2001)
- Becker – serie TV, episodio 3x17 (2001)
- Dharma & Greg – serie TV, episodio 4x16 (2001)
- Boston Public – serie TV, episodio 1x19 (2001)
- Da un giorno all'altro (Any Day Now) – serie TV, episodio 4x03 (2001)
- Off Centre – serie TV, episodio 1x07 (2001)
- Wednesday 9:30 (8:30 Central) – serie TV, episodio 1x02 (2002)
- Malcolm – serie TV, episodio 3x20 (2002)
- Scrubs - Medici ai primi ferri (Scrubs) – serie TV, episodio 2x02 (2002)
- The Guardian – serie TV, episodio 2x06 (2002)
- La famiglia Pellet (In-Laws) – serie TV, episodio 1x08 (2002)
- Alias – serie TV, episodio 2x16 (2003)
- Dragnet – serie TV, episodio 1x02 (2003)
- Angel – serie TV, episodio 4x21 (2003)
- Star Trek: Enterprise – serie TV, episodio 2x23 (2003)
- The Division – serie TV, episodio 3x17 (2003)
- Miracles – serie TV, episodio 1x07 (2003)
- Veronica Mars – serie TV, episodio 1x07 (2004)
- Settimo cielo (7th Heaven) – serie TV, episodio 8x18 (2004)
- LAX – serie TV, episodio 1x09 (2004)
- West Wing - Tutti gli uomini del Presidente (The West Wing) – serie TV, episodi 6x05-7x20 (2004-2006)
- Over There – serie TV, episodio 1x07 (2005)
- Bones – serie TV, episodio 1x01 (2005)
- Rodney – serie TV, episodio 2x02 (2005)
- Criminal Minds – serie TV, episodio 1x07 (2005)
- CSI - Scena del crimine (CSI: Crime Scene Investigation) – serie TV, episodio 6x11 (2006)
- Detective Monk (Monk) – serie TV, episodio 4x16 (2006)
- Senza traccia (Without a Trace) – serie TV, episodio 4x22 (2006)
- The Nine – serie TV, episodi 1x01-1x03-1x04 (2006)
- The Middle, regia di Chris Koch – film TV (2007)
- Chuck – serie TV, 78 episodi (2007-2012) - Generale Beckman
- My Name Is Earl – serie TV, episodi 3x21-3x22 (2008)
- Fear Itself – serie TV, episodio 1x07 (2008)
- The Starter Wife – serie TV, episodi 2x01-2x03-2x06 (2003)
- Night Life, regia di Zach Braff – film TV (2008)
- A temporary Live, regia di D. Todd Deeken e Amy Weaver – film TV (2009)
- Twentysixmiles – serie TV, episodi 1x01-1x02-1x03 (2010)
- Parks and Recreation – serie TV, episodio 2x14 (2010)
- Castle – serie TV, episodio 5x08 (2012)
- Written by a Kid – serie TV, episodio 1x10 (2012)
- Sketchy – serie TV, episodio 2x26 (2013)
- Justified – serie TV, episodio 4x05 (2013)
- Hart of Dixie – serie TV, episodio 2x22 (2013)
- Welcome to the Family – serie TV, episodi 1x01-1x05 (2013)
- Intelligence – serie TV, episodio 1x13 (2014)
- Il tempo della nostra vita (Days of Our Lives) – serial TV, 1 puntata (2014)
- Sock Monkee Therapy – serie TV, episodio 1x07 (2014)
- Le regole del delitto perfetto (How to Get Away with Murder) – serie TV, episodi 2x02-2x03 (2015)
- Impastor – serie TV, 6 episodi (2015-2016)
- American Crime Story – serie TV, episodi 1x05-1x10 (2016)
- The Friendless Five – serie TV, episodi 1x01-1x04-1x08 (2016)
- Rizzoli & Isles – serie TV, episodio 7x12 (2016)
- Una mamma per amica: Di nuovo insieme (Gilmore Girls: A Year in the Life) – miniserie TV, episodio 4 (2016)
- Preacher – serie TV, 6 episodi (2016-2017)
- Major Crimes – serie TV, episodio 5x19 (2017)
- Ossessione matrimonio (Groomzilla), regia di Bradford May – film TV (2018)
- The Good Doctor – serie TV, episodio 3x13 (2020)
- Station 19 – serie TV, episodio 4x11 (2021)
- Chicago Med - serie TV, episodio 7x03 (2021)

### Doppiatrice
- Code Blue (videogame, 2000) - Kristy Adams
- Emergency Room: Code Red (videogame, 2001) - Infermiera Nancy
- Wolfenstein: The New Order (videogame, 2014) - Caroline Becker
- Wolfenstein II: The New Colossus (videogame, 2017) - Caroline Becker

### Sceneggiatrice
- Chez Upshaw, regia di Bruce Mason (2013)

### Produttrice
- Salt Water, regia di Stephen Coombs (2016)

## Doppiatrici italiane
Nelle versioni in italiano delle opere in cui ha recitato, Bonita Friedericy è stata doppiata da:
- Alessandra Chiari in Castle, Le regole del delitto perfetto (ep. 2x03), 9-1-1: Lone Star
- Lorenza Biella in Criminal Minds, Chicago Med
- Patrizia Burul in Le regole del delitto perfetto (ep. 2x02), Station 19
- Tiziana Avarista in Hart of Dixie
- Irene Di Valmo in Detective Monk
- Emanuela Baroni in Malcolm
- Paola Giannetti in Chuck
- Stefanella Marrama in Tracker

Nelle versioni in italiano, Kate Vernon è stata doppiata da:
- Stefania Patruno in Wolfenstein: The New Order, Wolfenstein II: The New Colossus